# Транссахарське шосе
Транссахарське шосе також Трансафриканська магістраль 2  — транснаціональне шосе 2 з твердим покриттям на півночі Африки. Є важливою транспортною артерією в торгівлі через пустелю Сахара. Воно простягнулося від Середземного моря на півночі до Гвінейської затоки на півдні, з міста Алжир в Алжирі до міста Лагос в Нігерії, завдяки чому має альтернативні назви «Шосе Алжир-Лагос» або «Шосе Лагос-Алжир».
Транссахарське шосе є одним з найстаріших в Африці. Будівництво почалося в 1962 році, деякі секції в Сахарі добудовані в 1970-х.

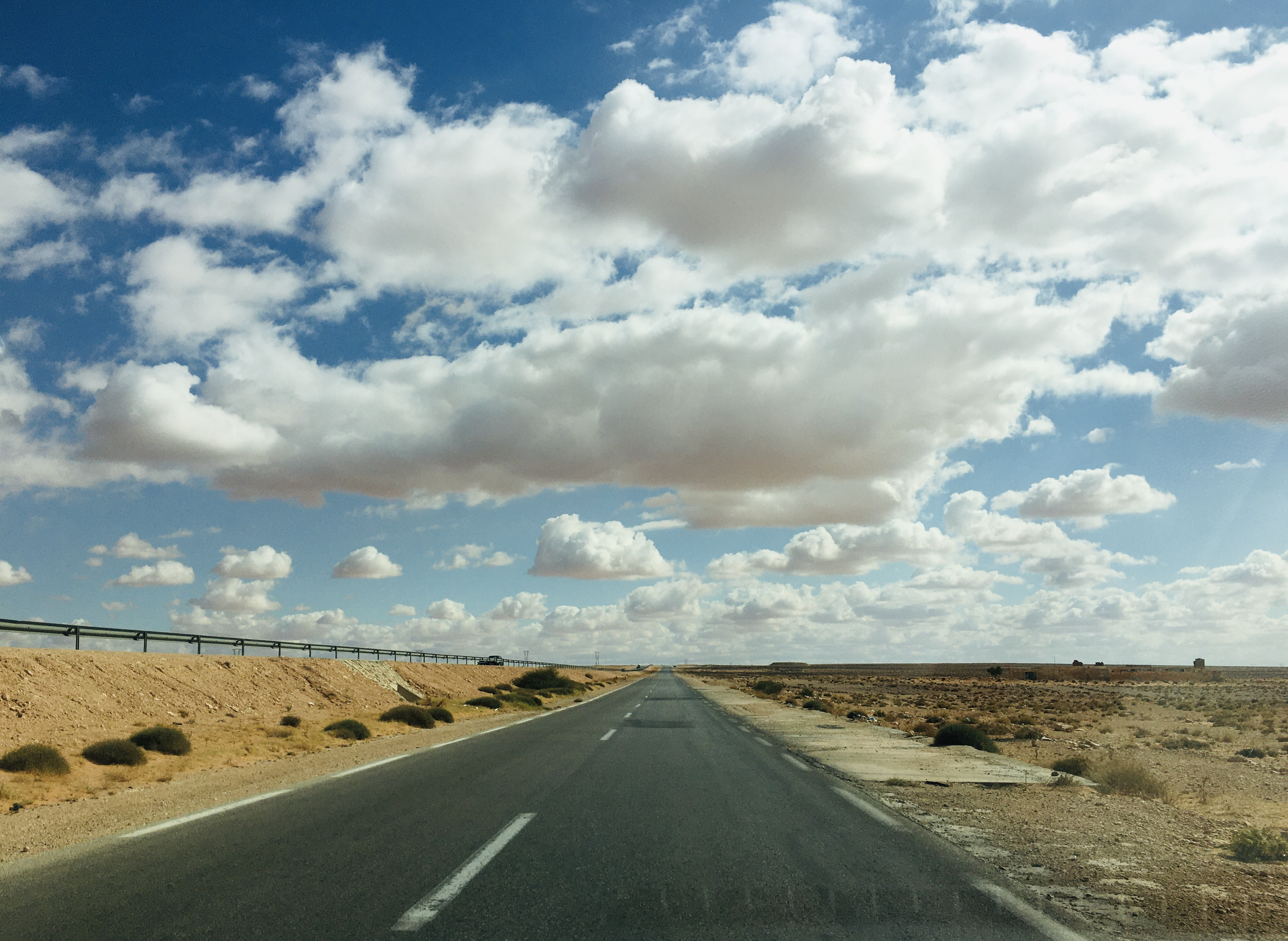
Транссахарське шосе між Лагуат і Гардая в Алжирі

## Дорога і статус
Транссахарське шосе має довжину близько 4500 км, з яких більше 85 % мають тверде покриття. Воно проходить через всього лише три держави — Алжир, Нігер та Нігерію. Також шосе має 3600 км відгалужень в Туніс, Малі та Чад.
Усі 1200 км дороги на території Нігерії — частина національної автодорожньої системи. Сюди включені близько 500 км 4-лінійних ділянок, однак утримання шосе в Нігерії нерегулярне і в якийсь час ділянки дороги знаходяться в поганому стані аж до втрати покриття.
Близько 2300 км, тобто більше половини дороги, пролягає територією Алжиру. Південніше міста Айн Салах (вілаєт Таманрассет) дорога здебільшого знаходиться в поганому стані. У 2007 році південна частина 400-кілометрової ділянки Таманрассет-Айн-Геззам була покрита асфальтом.
На Нігер припадає 985 км шосе. Близько 650 з них мають покриття, яке знаходиться в поганому стані.

## Ділянки

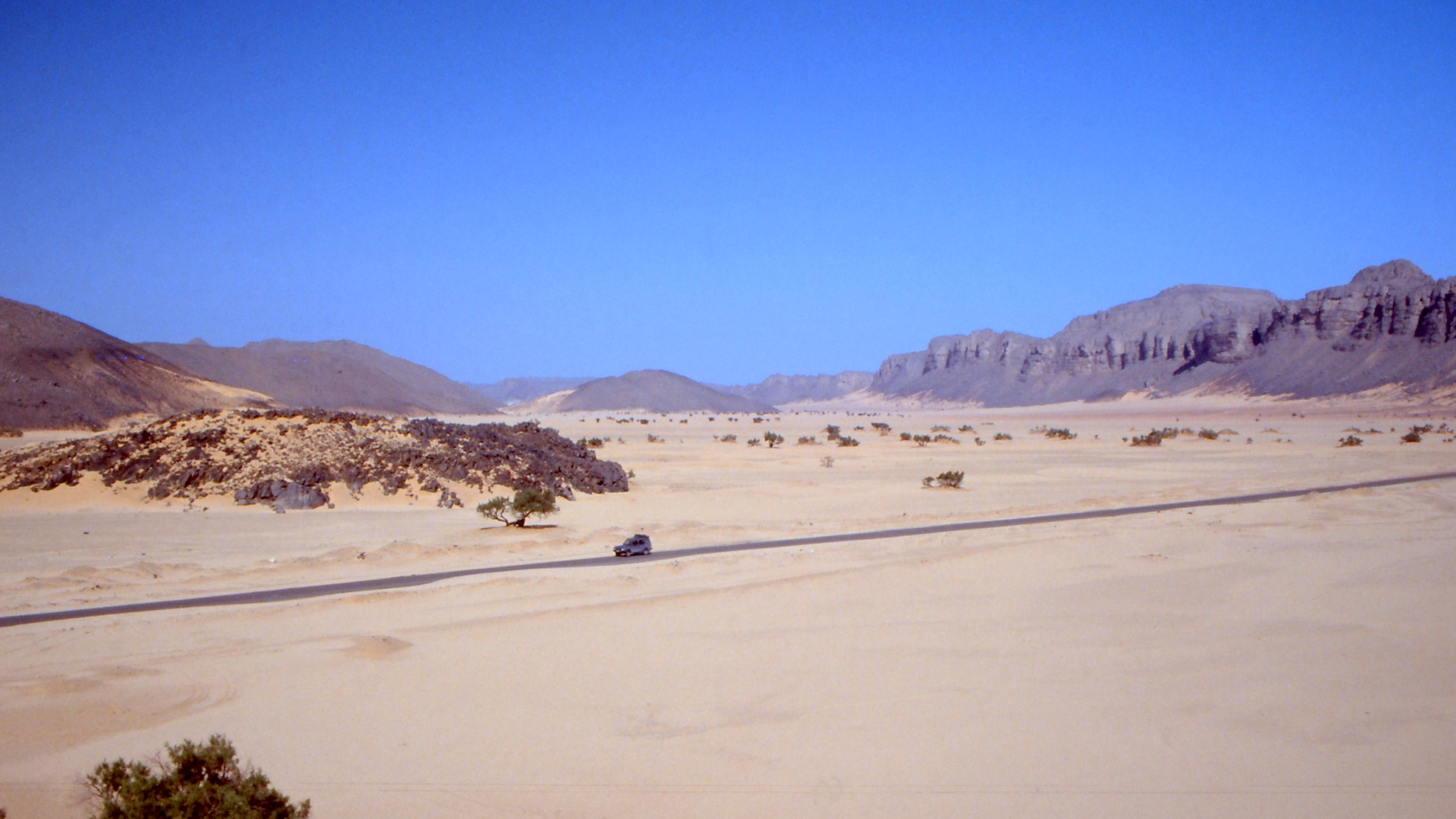
Дорога в алжирській Сахарі

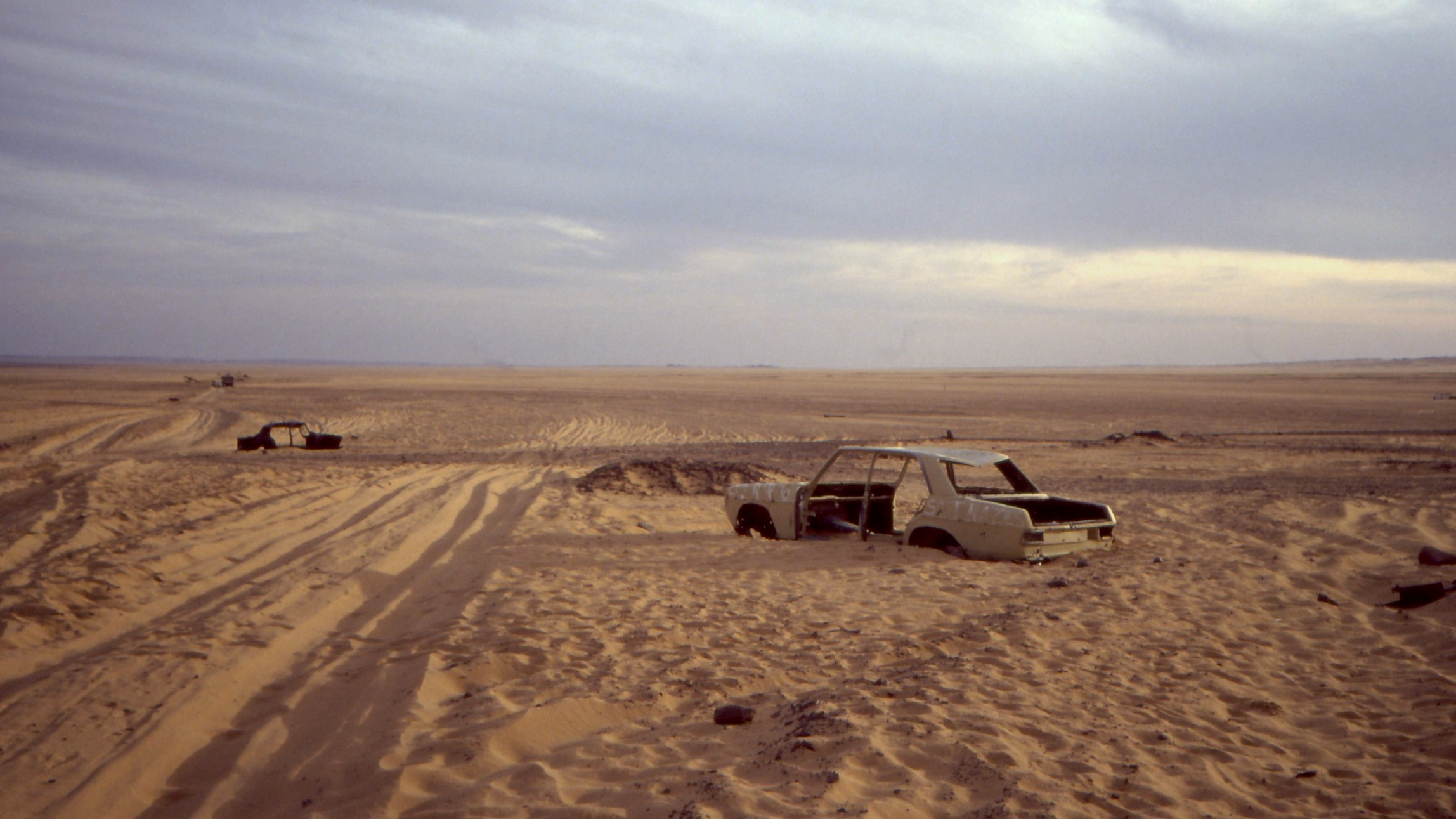
Сліди та покинуті транспортні засоби біля кордону з Нігером

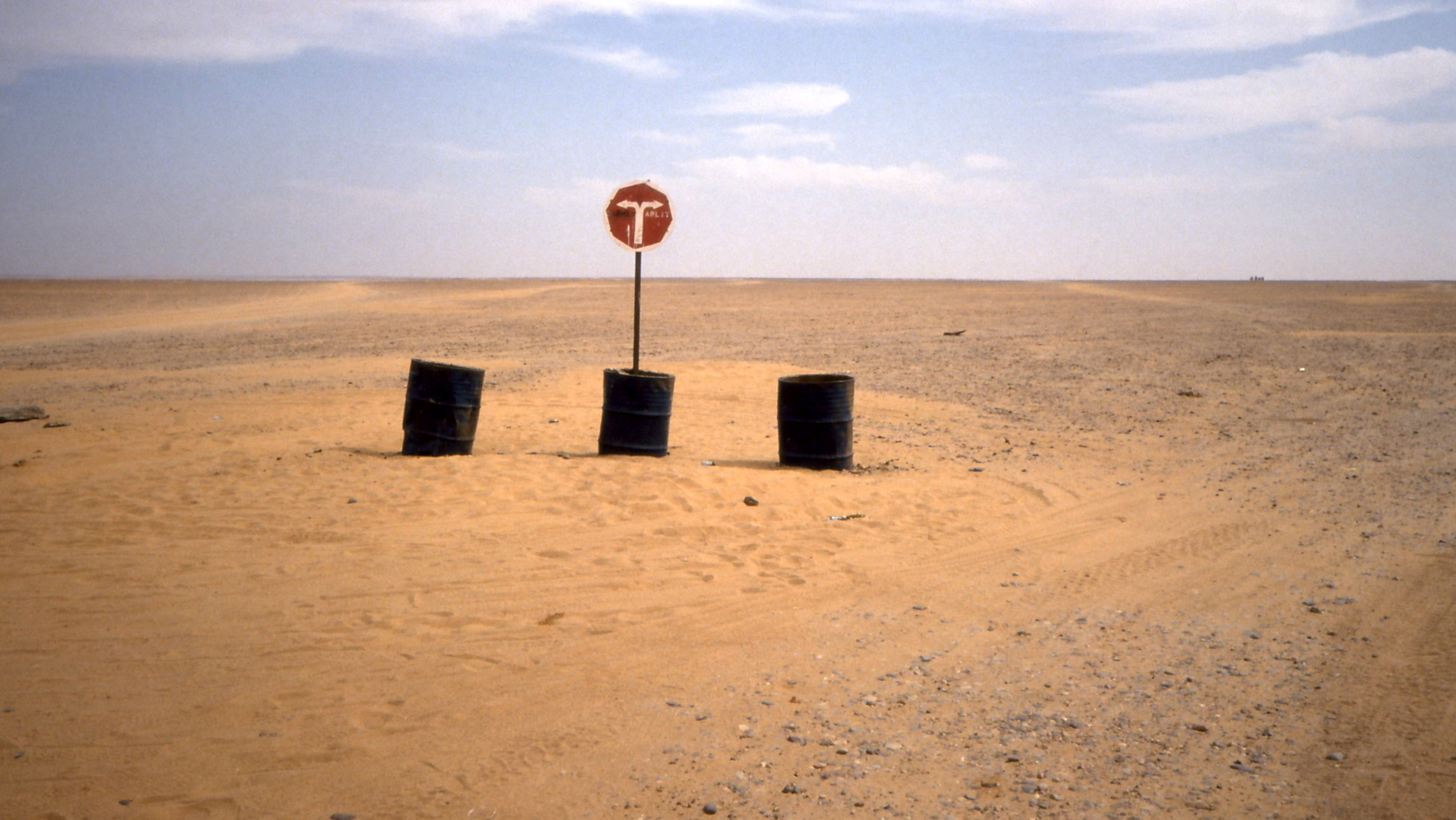
Дорожній знак в Нігері

### Алжир
- Алжир — Гардая, 625 км, з твердим покриттям, в хорошому стані.
- Гардая — Таманрассет, 1 291 км, має покриття, в задовільному стані.
- Таманрассет — Айн-Геззам, 400 км, частково покрите, важкопрохідне.
- Айн-Геззам-Ассамака (Нігера прикордонний пост), 28 км, без покриття.

### Нігер
- Ассамака — Арліт, 200 км, без покриття.
- Арліт — Агадес, 243 км, покритий в 1980 році, частково в поганому стані.
- Агадес — Зіндер, 431 км, з них 301 з твердим покриттям.
- Зіндер-Магарія (Нігерійський прикордонний пост), 111 км, покрите, в задовільному стані.

### Нігерія
- Магарія-Лагос (через Кано, Ойо та Ібадан), 1193 км, з твердим покриттям, в хорошому стані.

В цілому, незважаючи на незадовільний стан дороги, лише близько 200 км залишаються без покриття.

## Відгалуження

### Туніс
- Гардая — Хазуа — Гафса — Габес, близько 800 км, з покриттям.

### Малі
- Таманрассет — Бордж-Моктар — Гао — Бамако, більше 3000 км, 1200 км з твердим покриттям.

### Нігер
- Лаббезанга — Ніамей, близько 260 км, частково покрито.
- Зиндер — Нгуїгмі, 650 км, з твердим покриттям.

## Перетинання з іншими шосе
- Шосе Каїр-Дакар в Алжирі
- Транссахельське шосе в Кано
- Західносахарське берегове шосе в Лагосі
- Шосе Лагос-Момбаса в Лагосі